# Mtepe

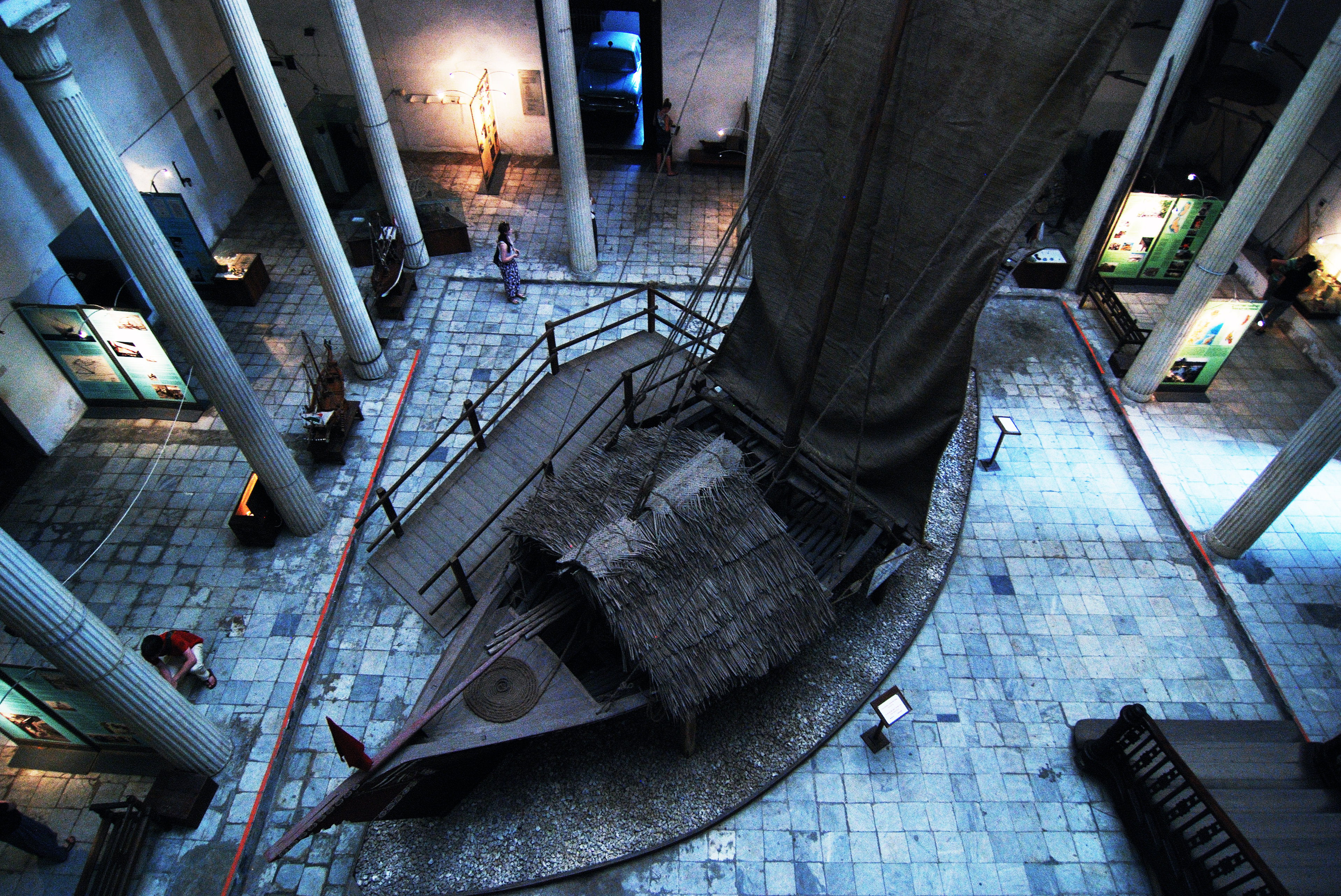
El Shungwaya, una réplica inexacta de un mtepe construida en 2003 y expuesta en el House of Wonders Museum de Stone Town, Zanzíbar.

El mtepe es un tipo de barco cosido que se asocia a los suajilis (mtepe significa "barco" en bantú, un dialecto del suajili). Las tracas del mtepe se unen con espigas de madera y cuerdas de fibra de coco. Al contrario que los barcos rígidos construidos con la técnica occidental, los mtepe se construyeron para ser flexibles. En este sentido, se parecen a los barcos polinesios atados, cuyas técnicas de construcción James Wharram ha trasladado parcialmente a la construcción de veleros modernos.

## Extinción y conservación

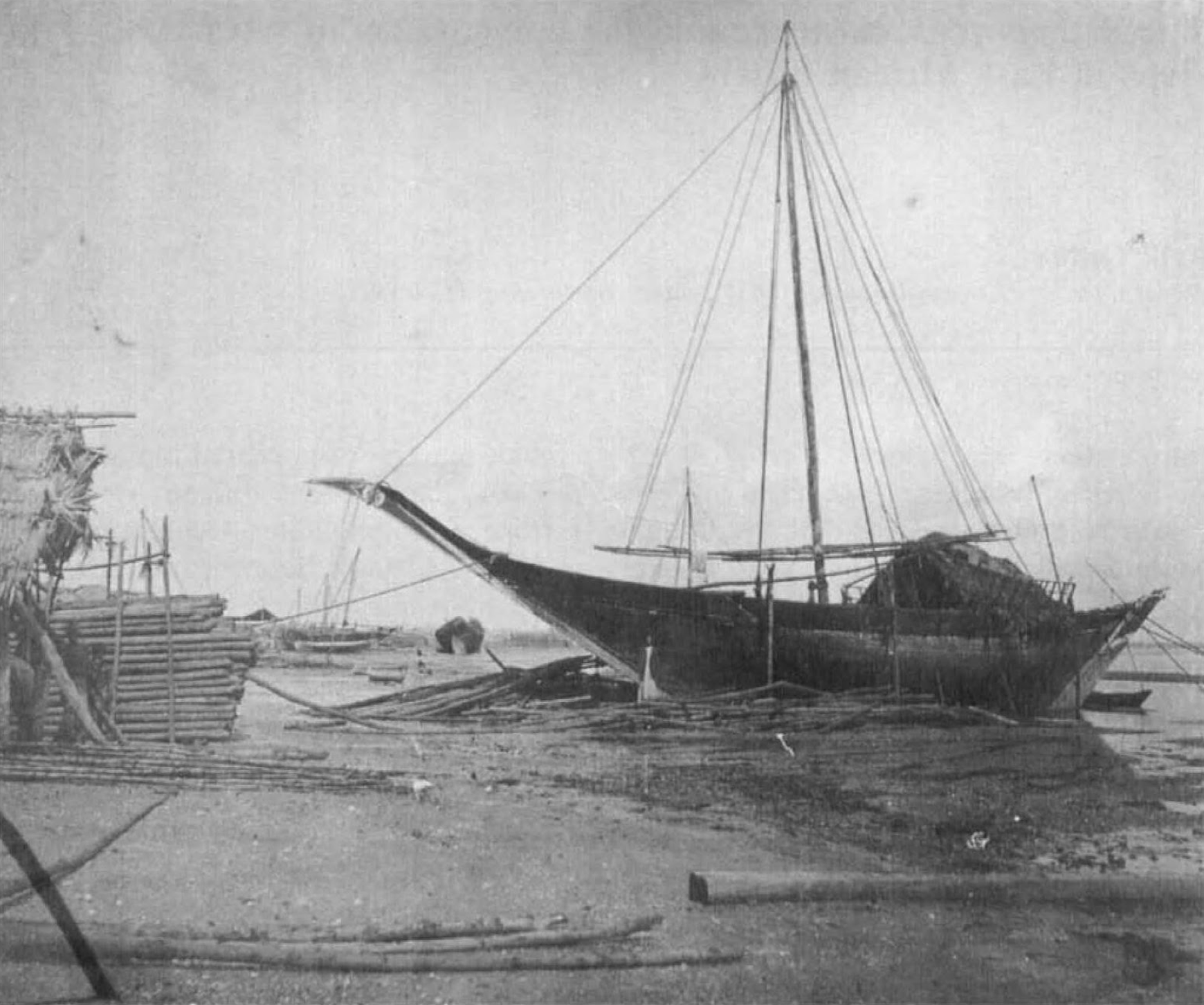
Un mtepe en la playa de Zanzíbar, circa 1890.

El fin de la construcción de los mtepe se atribuye a la llegada de los portugueses al Océano Índico en el siglo XV, que condujo a la constructores de barcos a adoptar técnicas occidentales.
Se conservan unas doce fotografías y unas nueve maquetas de mtepe. Estas maquetas se conservan en el Fort Jesus Museum, un fuerte portugués construido en 1591 en la isla de Mombasa, Kenia. Otra maqueta se conserva en el Lamu Museum, 241 km al norte del anterior. Otra maqueta en el National Maritime Museum de Greenwich, Londres. Otra en el Museo de Ciencias de Londres.